# Choerodon aurulentus
Choerodon aurulentus là một loài cá biển thuộc chi Choerodon trong họ Cá bàng chài. Loài này được mô tả lần đầu tiên vào năm 2017.

## Từ nguyên
Từ định danh aurulentus trong tiếng Latinh mang nghĩa là "được dát vàng", hàm ý đề cập đến các vệt vàng đặc trưng trêm đầu của loài cá này.

## Phạm vi phân bố và môi trường sống
C. aurulentus được tìm thấy dọc theo sườn núi ngầm Norfolk dưới biển Tasman, nằm giữa hai đảo quốc là Nouvelle-Calédonie và New Zealand, được thu thập ở độ sâu khoảng 80–90 m.

## Mô tả
Chiều dài lớn nhất được ghi nhận ở C. aurulentus là 18 cm. Cá trưởng thành có màu xanh lục lam ở phía trước mắt và đỉnh đầu; phần còn lại của đầu và thân là màu trắng với các vệt sọc vàng trên khắp cơ thể. Vây lưng màu hồng tím, còn vây hậu môn màu trắng; cả hai vây này đều có các vệt sọc màu vàng gần sát rìa. Vây đuôi trắng, lốm đốm các vệt vàng. Vây ngực trong suốt. Vây bụng màu trắng với viền ngoài màu vàng.
Số gai ở vây lưng: 12; Số tia vây ở vây lưng: 8; Số gai ở vây hậu môn: 3; Số tia vây ở vây hậu môn: 10; Số tia vây ở vây ngực: 15; Số gai ở vây bụng: 1; Số tia vây ở vây bụng: 5.

### Trích dẫn
- Gomon, Martin F. (2017). "A review of the tuskfishes, genus Choerodon (Labridae, Perciformes), with descriptions of three new species" (PDF). Memoirs of Museum Victoria. Quyển 76. tr. 1–111. doi:10.24199/j.mmv.2017.76.01.